# Nazionale femminile under 17 di calcio della Francia
La nazionale Under-17 di calcio femminile della Francia, in francese Équipe de France de football féminin des moins de 17 ans, è la rappresentativa calcistica femminile internazionale della Francia formata da giocatrici al di sotto dei 17 anni, gestita dalla Federazione calcistica della Francia (Fédération Française de Football - FFF).
Come membro dell'UEFA partecipa a vari tornei di calcio giovanili internazionali riservati alla categoria, come al Campionato mondiale FIFA Under-17, Campionato europeo UEFA Under-17 e ai tornei a invito come l'italiano Torneo dei Gironi.
Con la vittoria al Mondiale 2012 e all'Europeo 2023, è tra le nazionali di calcio femminile Under-17 più titolate in Europa e l'unica, insieme alla Spagna, ad aver conseguito un titolo mondiale tra quelle della zona UEFA.

## Partecipazioni ai tornei internazionali

### Piazzamenti agli Europei Under-17
- 2008: Secondo posto
- 2009: Terzo posto
- 2010: Non qualificata
- 2011: Secondo posto
- 2012: Secondo posto
- 2013: Non qualificata
- 2014: Fase a gironi
- 2015: Semifinali
- 2016: Non qualificata
- 2017: Fase a gironi
- 2018: Non qualificata
- 2019: Non qualificata
- 2020 - 2021: Tornei cancellati a causa della pandemia di COVID-19
- 2022: Terzo posto
- 2023: Campione
- 2024: Quarto posto
- 2025: Semifinali

### Piazzamenti ai Mondiali Under-17
- 2008: Fase a gironi
- 2010: Non qualificata
- 2012: Campione
- 2014: Non qualificata
- 2016: Non qualificata
- 2018: Non qualificata
- 2022: Fase a gironi
- 2024: Non qualificata
- 2025: Qualificata

## Tutte le rose

### Mondiali Under-17
Campionato Mondiale Femminile U-17 FIFA 20121 Bruneau, 2 Blanc, 3 Gahery, 4 Tounkara, 5 Mbock Bathy Nka, 6 Gherbi, 7 Declercq, 8 Blanchard, 9 Diani, 10 Toletti, 11 Cousin, 12 Saulnier, 13 Romanelli, 14 Karchouni, 15 Carage, 16 Jacob, 17 Atamaniuk, 18 Geyoro, 19 Gathrat, 20 Cascarino, 21 Perrault, CT: Guy Ferrier